# Xenillus argentinensis
Xenillus argentinensis är en kvalsterart som beskrevs av J. och P. Balogh 1985. Xenillus argentinensis ingår i släktet Xenillus och familjen Xenillidae. Inga underarter finns listade i Catalogue of Life.